# Madecorphnus brunneus
Madecorphnus brunneus är en skalbaggsart som beskrevs av Frolov 2010. Madecorphnus brunneus ingår i släktet Madecorphnus och familjen Orphnidae. Inga underarter finns listade i Catalogue of Life.